# 標準時帯の一覧
標準時帯の一覧（ひょうじゅんじたいのいちらん）は、標準時帯の一覧記事の一覧。
国際的な一覧
- 国別の標準時間帯の一覧（英語版）：世界の現行の標準時間帯の数で分類された
- 協定世界時との差の一覧（英語版）：現行の協定世界時との差
- 標準時間帯の略語の一覧（英語版）：略語
- Time Zone Databaseの時間帯の一覧（英語版）：IANAによって定義された多くのコンピュータシステムで使われる時間帯
- 軍事用の時間帯の一覧（英語版）

各国の一覧
- アメリカ合衆国の州および準州ごとの時間オフセットの一覧（英語版）